# Guillaume André Villoteau
Guillaume André Villoteau, né le 19 septembre 1759 à Bellême et mort le 27 avril 1839 à Tours, est un musicographe français.

## Biographie
Guillaume André Villoteau nait le 19 septembre 1759.
Musicien ambulant, engagé dans les dragons, il intègre ensuite la maîtrise de Notre-Dame à la veille de la Révolution. Il quitte les ordres et se retrouve à l'Opéra pendant la Terreur où il devient chef de chœur.
Le chanteur Lays ayant refusé de partir, il prend sa place dans la Commission des sciences et des arts qui accompagne l'armée d'Orient pendant l'expédition d'Égypte de Bonaparte.
Il s'intéresse particulièrement aux musiques arabes. Il part de rien et ne peut s'appuyer sur aucune partition : ses interlocuteurs n'ont bénéficié que d'une transmission orale.
Il a l'occasion de pousser ses recherches musicales jusqu'à Philæ, et rassemble une précieuse collection d'instruments rachetée par son ami François-Joseph Fétis et donnée au musée de la musique de Bruxelles. Ses contributions sur la musique forment 505 pages dans l'édition impériale in folio de la Description de l'Égypte et 1015 pages dans l'édition Panckoucke. Ce sera un véritable traité sur la musique égyptienne, passée et présente.
De retour en France, il se retire en 1809 dans sa propriété des Mazerais, commune de Savonnières dont il devient le maire de 1813 à 1815, puis il habite à Tours où il installe la première école mutuelle de la ville. 
Il est considéré comme le fondateur de l'ethnomusicographie.